# José Maria Botelho de Vasconcelos

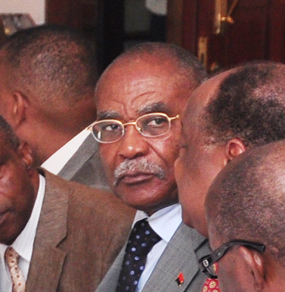
José Maria Botelho de Vasconcelos (2010)

José Maria Botelho de Vasconcelos (* 24. März 1950 in Malanje) ist ein angolanischer Hochschullehrer und Politiker der Volksbewegung zur Befreiung Angolas MPLA (Movimento Popular de Libertação de Angola), der unter anderem von 1999 bis 2002 Erdölminister, zwischen 2002 und 2008 Minister für Energie und Wasser sowie von 2008 bis 2017 wieder Erdölminister war.

## Leben

### Studium, Ingenieur und Manager bei Mineralölunternehmen
José Maria Botelho de Vasconcelos absolvierte nach dem Schulbesuch ein Studium im Fach Elektromechanik am  Instituto Industrial Tecnológico de Luanda, das er 1974 beendete. Im Anschluss war er zwischen 1974 und 1976 als Technischer Wartungsingenieur bei der Cabinda Goulf Oil Company sowie nach einem Lehrgang in Belgien von 1977 bis 1979 als Fachinspektor, Assistent der Technischen Direktion sowie zuletzt stellvertretender technischer Direktor von Fina Petróleos Angola tätig. 1979 wechselte er zum staatlichen Erdgas- und Erdölunternehmen Sonangol (Sociedade Nacional de Combustíveis de Angola) und war dort nach verschiedenen Fortbildungen nacheinander zwischen 1979 und 1983 Leiter der Verkaufsabteilung, von 1983 bis 1985 Stellvertretender kaufmännischer Direktor, zwischen 1985 und 1986 Direktor für operative Verteilung sowie schließlich von 1987 bis 1999 Stellvertretender Generaldirektor von Sonangol für Kraftstoffvertrieb und -marketing.
Während dieser Zeit engagierte er sich zwischen 1990 und 1999 auch als Präsident des Sportvereins Atlético Petróleos de Luanda. Er fungierte des Weiteren zwischen 1992 und 1999 als Direktor von Sopor, einer in Portugal ansässigen Mischgesellschaft der Sonangol und Petrogal sowie von 1997 bis 1999 als Direktor von SONATIDE, ein Schiffsunternehmen zur Unterstützung von Erdölaktivitäten, als Vorstandsvorsitzender von ENACOL/CABO-VERDE, eine Mischgesellschaft der Sonangol mit der Republik Kap Verde. Weiterhin wurde er 1998 stellvertretender Vorstandsvorsitzender der Gesellschaft ENCO, die wiederum eine Mischgesellschaft der Sonangol mit São Tomé und Príncipe war.

### Erdölminister und Minister für Energie und Wasser
Am 29. Januar 1999 schaffte Präsident José Eduardo dos Santos das Amt des Premierministers ab, das seit dem 8. Juni 1996 Fernando José de França Dias Van Dúnem innehatte. Daraufhin wurde José Maria Botelho de Vasconcelos im Februar 1999 als Erdölminister (Ministro dos Petróleos) in die Regierung von Präsident dos Santos berufen und bekleidete das Ministeramt bis Dezember 2002. Während dieser Zeit war er außerdem von Februar 1999 bis Dezember 2002 Vorsitzender des Ausschusses der Energieminister der Entwicklungsgemeinschaft des südlichen Afrika (SADC). Nach einer fast vierjährigen Vakanz ernannte Präsident José Eduardo dos Santos am 5. Dezember 2002 Fernando da Piedade Dias dos Santos zum Premierminister. Dieser und dessen Kabinett wurden am 6. Dezember 2002 ernannt. Im Zuge der Regierungsbildung wurde Vasconcelos im Dezember 2002 Minister für Energie und Wasser (Ministro da Energia e Águas) und hatte diesen Posten bis September 2008 inne, während der bisherige langjährige Vize-Erdölminister Desidério da Graça Veríssimo e Costa neuer Erdölminister wurde.
Nachdem Staatspräsident dos Santos am 30. September 2008 António Paulo Kassoma als Nachfolger von Fernando da Piedade Dias dos Santos zum Premierminister ernannt hatte, wurde am 3. Oktober 2008 das neue Kabinett vereidigt. Diesem gehörte José Maria Botelho de Vasconcelos als Nachfolger von Desidério da Graça Veríssimo e Costa wieder als Erdölminister an. Er fungierte des Weiteren von Januar bis Dezember 2009 als Präsident der Organisation erdölexportierender Länder (OPEC). Am 5. Februar 2010 wurde das Amt des Premierministers wieder abgeschafft, woraufhin der frühere Premierminister Fernando da Piedade Dias dos Santos das mit einer Verfassungsänderung neu geschaffene Amt des Vizepräsidenten übernahm. Im Zuge der weiteren Kabinettsumbildung wurde Vasconcelos als Erdölminister bestätigt und übte das Amt bis zu den Wahlen zur Nationalversammlung am 23. bis 26. August 2017, woraufhin der neue Staatspräsident João Lourenço nunmehr Diamantino Pedro Azevedo zum Minister für Bodenschätze und Erdöl in dessen Kabinett berief.